# Svanevatn
Svanevatn (ryska: Озеро Сальмиярви, Ozero Salmijarvi; skoltsamiska: Čoalme-jau're; finska: Salmijärvi) är en sjö i Pasvikdalen, genom vilken flyter Pasvikälven.
Svanevatn är en gränssjö mellan Norge och Ryssland. Den västra, norska sidan ligger i Sør-Varanger kommun i Finnmark fylke och den östra, ryska sidan ligger i Nikel i Petjenga distrikt i Murmansk oblast. Mellan 1921 och 1944 låg den östra delen av sjön i Petsamo i Finland. 
I öster är Svanevatn förbunden med sjön Kuotsjärvi med ett långt sund. Vid detta ligger byn Salmijarvi (finska: Salmijärvi), som i början av 1900-talet var den största fasta bosättningen i Petsamo. Ishavsvägen byggdes förbi Salmijärvi omkring 1930.  
På den norska sidan ligger byn Svanvik i Pasvikdalen.
Svanevatn ligger nedströms det norska Skogfoss kraftverk.